# کانتون، نیوجرسی
کانتون (به انگلیسی: Canton) یک منطقهٔ مسکونی در ایالات متحده آمریکا است که در لاور الوویز کریک، نیوجرسی واقع شده‌است. کانتون ۲۵ متر بالاتر از سطح دریا قرار دارد.